# Последний репортаж
«Последний репортаж» (латыш. Pēdējā reportāža) — телевизионный художественный фильм режиссёра Дзидры Ритенберги, снятый на Рижской киностудии по мотивам романа немецкого писателя Герта Прокопа «Смерть репортёра» в 1986 году.
Телевизионная премьера фильма состоялась на Центральном телевидении 17 декабря 1986 года.

## Сюжет
Руководство солидного западногерманского издания поручает своему ведущему репортёру Петеру Лобенштейну подготовить материал о недавнем загадочном убийстве сотрудника газеты, популярного журналиста Йоргенсена.
Лобенштейн, занятый другой темой, с большой неохотой берётся за порученное дело. Допущенный к материалам дела, он выясняет, что его коллега был убит в связи со своим последним журналистским расследованием, а не по бытовым причинам, как на то настойчиво указывал шеф местной полиции.

## В ролях
- Георгий Тараторкин — Петер Лобенштейн
- Илона Озола — Энгельхен
- Ростислав Горяев — Маурах
- Арнольд Лининьш — Науманн
- Айгарс Цеплитис — Мёбиус
- Ольгерт Кродерс — Шрауденбах (озвучил Александр Вокач)
- Артур Димитерс — Вильгельми
- Ансис Эпнерс — Борниг
- Регина Разума — Биргит
- Харийс Герхард — Мейер
- Петерис Крыловс — Мюлленс
- Ласма Мурниеце[латыш.] — фрау Мюлленс
- Илга Званова — фрау Йоргенсон
- Юрий Калещук — Йоргенсен
- Айгарс Цилинскис — Брюдигам
- Владимир Рудый — Даммер
- Сергей Юдин — Горман
- Леонид Сатановский — Кентон

## Съёмочная группа
- Автор сценария: Юрий Калещук
- Режиссёр-постановщик: Дзидра Ритенберга
- Оператор-постановщик: Гвидо Скулте
- Композитор: Мартиньш Браунс
- Художник-постановщик: Виктор Шильдкнехт
- Звукооператор: Глеб Коротеев
- Режиссёр: Болеслав Ружс
- Оператор: Ивар Хофманис
- Художник по костюмам: Иева Кундзиня
- Художник-гримёр: Расма Пранде
- Консультант: Эдуард Мнацаканов
- Директор: Ефим Кнафельман

### Интересные факты
Съёмки проводились большей частью в Клайпеде и в её окрестностях. В кадрах можно узнать: Литовское Морское пароходство, Картинную галерею, улицы Кальвю, Йоно, Тургаус (горка Иоанна), Аукштойи (со стороны двора), Дауканто, площади Театро, Лиетувнинку, Донялайчё, набережную реки Данге, парковку возле Старого рынка, здание по ул. Манто 36, а также интерьеры гостиницы "Клайпеда" и кафе «Буру ужейга» в Старом городе,  Один эпизод снимался в Старом городе Каунаса (Лобенштейн звонит из автомата Энгельхен), остальные в Риге..    

## Критика
«Последний репортаж» вроде бы претендует на соответствие законам детективного жанра. Но автор сценария, львиную долю энергии потратив на распределение событий по двум сериям, «забыл вложить» в них столкновения противодействующих сил в различных формах, что способствовало бы динамичности сюжета и создало необходимое напряжение. Сценарий существует в отчуждённости от конкретного времени и пространства, предлагая не героя-образ (социальная и национальная принадлежность, характер и подсознание, которые все вместе слагаются в судьбу), а наоборот — героя-функцию. И сразу вырастает стена между экраном и зрителем.— Журнал «Родник» за 1988 год